# Ernst Dronke (Jurist)
Ernst Adolf Alexander Dronke (* 7. Januar 1865 in Koblenz; † 23. Oktober 1933 in Frankfurt am Main) war ein deutscher Jurist. Von 1920 bis 1930 war er Präsident des Oberlandesgerichts Frankfurt am Main.

## Leben
Dronke entstammte einer Koblenzer Gelehrten- und Offiziersfamilie. Er wurde als Sohn des Gymnasialdirektors Adolf Dronke geboren. Er studierte Rechtswissenschaft an der Universität Bonn. Im Justizbereich der preußischen Rheinprovinz wurde er nach seinem Studium, Referendariat und dem zweiten Staatsexamen Gerichtsassessor in Trier, Koblenz und Elberfeld. Seine erste richterliche Stelle erhielt er 1895 als Amtsrichter in Sulzbach/Saar. 1901 wurde er Landrichter am Landgericht Köln, 1906 Landgerichtsdirektor. 1909 wechselte Dronke als Kammergerichtsrat nach Berlin, wo er hauptamtliches Mitglied der Justiz-Prüfungskommission wurde. Seit 1910 hatte er den Titel des Geheimen Oberregierungsrats und Vortragenden Rats im Reichsjustizamt. Zum 31. Dezember 1919 wurde Dronke – als Nachfolger des überraschend verstorbenen Hermann Schwartz – zum Präsident des Oberlandesgerichts Frankfurt am Main berufen, eine Position, die er bis zum Erreichen der Altersgrenze am 1. April 1930 innehatte.
Der der Deutschen Zentrumspartei nahestehende, doch politisch nicht aktive, Dronke galt als sehr kontaktfreudig. Bereits seit seiner Elberfelder Proberichterzeit war er mit dem späteren Reichskanzler Wilhelm Marx befreundet. In Frankfurt am Main unterhielt beste Verbindungen zur Stadtverwaltung. Lange Jahre war er Vorsitzender des Deutschen Sprachvereins. Im Jahre 1925 leitete er dessen Hauptversammlung, die damals in Frankfurt stattfand. Es gelang ihm auch, gute Verbindungen zwischen Oberlandesgericht und Frankfurter Universität herzustellen. Die Universität verlieh Dronke 1928 die Ehrendoktorwürde, 1930 wurde er Honorarprofessor der Frankfurter Juristischen Fakultät.

## Schriften
- Das Reichsgesetz über die Angelegenheiten der freiwilligen Gerichtsbarkeit vom 17. Mai 1898. Mit Anmerkungen und Register.  L. Schwann, Düsseldorf 1898.
- Sprachpflege im Preußischen Staatshaushalt. In: Zeitschrift des Allgemeinen Deutschen Sprachvereins (ZADS) 32, S. 1–3 und 32–36.
- Amtliche Sprachpflege im Deutschen Reich. In: Zeitschrift des Allgemeinen Deutschen Sprachvereins (ZADS) 36, S. 57–59.
- Akademie und Sprachpflege. Eine Laienbetrachtung. In: Zeitschrift des Allgemeinen Deutschen Sprachvereins (ZADS) 33 (1918), S. 161–169.